# AF Mia
AF Mia è una nave traghetto di proprietà della società marittima Adria Ferries.

## Storia

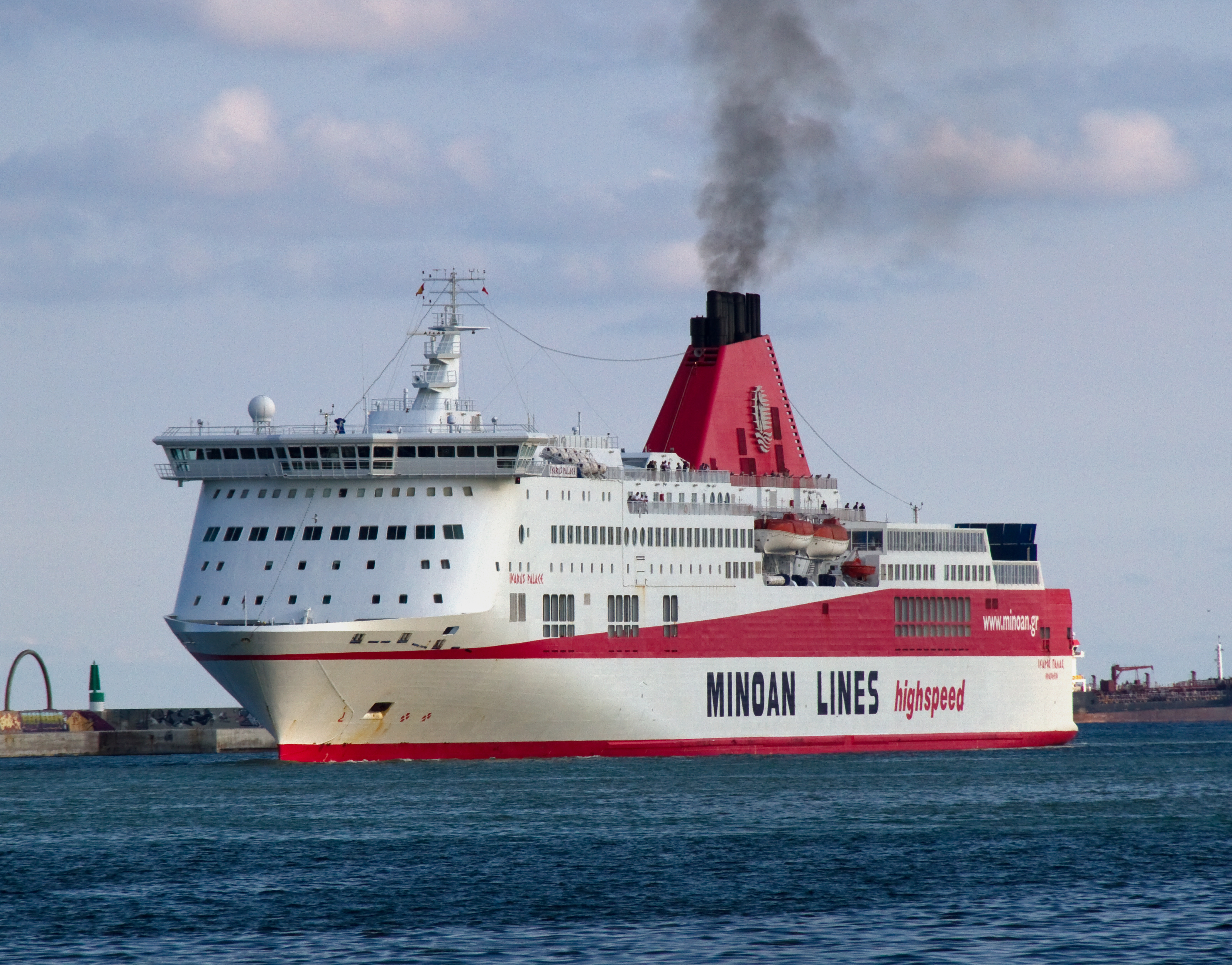
L'allora Ikarus Palace in servizio per Minoan Lines nel 2011.

La nave fu costruita nel 1997 presso il cantiere navale Fosen Mekaniske Verksted, in Norvegia, per conto di Minoan Lines, che la battezzò Ikarus Palace. Il traghetto fu costruito insieme a una nave gemella, battezzata Pasiphae Palace. Nel 2010 il traghetto terminò il servizio per Minoan Lines e passò a Grimaldi Lines che la misa sulla Livorno-Barcellona-Tangeri.Nel 2016 viene ribattezzata Cruise Smeralda e viene impiegata prima sulla Livorno-Olbia fino al 2017, e poi sulla Savona-Barcellona-Tangeri.
Nella stagione estiva del 2020 ha collegato Civitavecchia con Olbia, e dal 16 Settembre 2020 opera sulla Livorno-Palermo, dopo il raddoppio da parte di Grimaldi Lines dei collegamenti da e per la Toscana assieme allo Zeus Palace.
Dal 23 settembre 2021 prende servizio sulla tratta Salerno-Palermo-Tunisi in sostituzione del traghetto Catania che va ad aprire il nuovo collegamento Civitavecchia-Arbatax-Cagliari.
Da febbraio 2023 ritorna in Grecia, venendo posizionata sulla tratta Brindisi - Igoumenitsa - Patrasso per sostituire l’Europa Palace che viene spostata in Italia.
Da aprile 2023, Grimaldi Group trasferisce il traghetto alla compagnia Finnlines per sostituire il traghetto Finnclipper, ceduto alla Grimaldi Lines.
Il 2 ottobre 2023 è stata ufficializzata la vendita della nave alla compagnia Adria Ferries, che l'ha ribattezzata AF Mia. La nave serve la tratta Ancona - Antivari.

## Caratteristiche
La nave è in grado di trasportare 1500 passeggeri e il suo garage può contenere fino a 800 auto, in alternativa a 2100 metri lineari di carico merci. All'interno del traghetto sono presenti 200 cabine, un ristorante, un self service, un bar, una boutique, una piscina e una sala con slot machine.

## Navi gemelle
- Jean Nicoli (ex Pasiphae Palace )